# Meridyrias violascens
Meridyrias violascens là một loài bướm đêm trong họ Noctuidae.